# Петров, Светослав
Светослав Стефанов Петров (болг. Светослав Стефанов Петров; 12 февраля 1978, Добрич, Болгария) — болгарский футболист, полузащитник, футбольный тренер.

## Карьера

### Клубная
Воспитанник клуба «Добруджа» из Добрича, где начал профессиональную карьеру в 1996 году. В составе «Добруджи» выступал до 1999 года, проведя за это время 59 матчей. В 2000 году перешёл в софийский ЦСКА, сыграл в том сезоне 13 матчей, забил 2 гола и стал вместе с командой вице-чемпионом Болгарии. В следующем сезоне провёл 25 встреч, в которых забил 4 мяча, чем помог команде повторить прошлогодний успех в чемпионате. В сезоне 2001/02 сыграл 28 матчей и забил 1 гол, на этот раз клуб занял 4-е место в первом раунде, а в финальном турнире смог взять бронзовые медали национального чемпионата. Помимо этого, стал вместе с командой финалистом Кубка Болгарии. В следующем сезоне провёл 24 матча, забил 3 мяча в ворота соперников и стал вместе с командой чемпионом страны. В сезоне 2003/04 сыграл 21 встречу, забил 2 гола, чем помог команде занять 3-е место в лиге и снова дойти до финала Кубка страны.
2 июня 2004 года был заявлен в состав «Кубани», за которую дебютировал 3 июля в домашнем матче против московского «Динамо». Всего в том сезоне провёл 16 матчей в чемпионате России за основу и 1 встречу за дублирующий состав клуба. В следующем сезоне сыграл за «Кубань» 13 матчей, в которых забил 2 гола, после чего, ввиду завершения контракта, 1 июля, покинул клуб, а официально отзаявлен был 26 июля. Помимо этого, за время выступлений в составе «Кубани» сыграл 3 встречи в Кубке России.
Вторую половину 2005 года провёл на родине, в софийском «Локомотиве», за который сыграл 9 матчей, после чего снова покинул страну, переехал в Азербайджан, где продолжил карьеру в составе бакинского «Нефтчи», в который перешёл в зимнее трансферное окно. В сезоне 2005/06 провёл 13 матчей, забил 3 мяча и стал вместе с командой бронзовым призёром чемпионата Азербайджана и полуфиналистом Кубка страны. В следующем сезоне сыграл за «Нефтчи» 10 матчей, в которых забил 1 гол, чем помог команде занять 2-е место в лиге и снова дойти до 1/2 финала Кубка Азербайджана. После этого отправился в Китай, где провёл 2007 год, выступая на правах аренды в составе клуба «Чанчунь Ятай», за который сыграл 16 матчей и стал вместе с командой чемпионом страны. Затем вернулся в «Нефтчи», за который в сезоне 2007/08 провёл 8 встреч и снова стал вместе с командой бронзовым призёром чемпионата и полуфиналистом Кубка Азербайджана. В своём последнем сезоне в составе бакинцев потерял место в основе, первый круг провёл на скамейке запасных, затем сыграл 13 матчей и забил 1 гол, после чего вернулся на родину, поскольку руководство «Нефтчи» не было заинтересовано в продлении контракта.
23 июня 2009 года подписал двухлетний контракт с софийским ЦСКА, в котором уже играл ранее. Последний год своей карьеры провёл в «Калиакре».

### В сборной
С 2000 по 2003 год выступал в составе национальной сборной Болгарии, провёл 11 матчей.

## Достижения

### Командные
ЦСКА
Чемпион Болгарии: (1)
- 2002/03

Вице-чемпион Болгарии: (2)
- 1999/2000, 2000/01

Бронзовый призёр чемпионата Болгарии: (2)
- 2001/02, 2003/04

Финалист Кубка Болгарии: (2)
- 2001/02, 2003/04

 «Нефтчи»
Вице-чемпион Азербайджана: (1)
- 2006/07

Бронзовый призёр чемпионата Азербайджана: (2)
- 2005/06, 2007/08

Полуфиналист Кубка Азербайджана: (3)
- 2005/06, 2006/07, 2007/08

 «Чанчунь Ятай»
Чемпион Китая: (1)
- 2007